# Tr 3
Tr 3 è un ammasso aperto visibile nella costellazione di Cassiopea.

## Osservazione

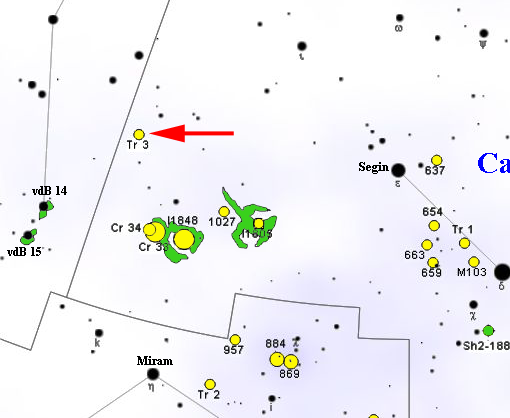
Mappa per individuare Tr 3.

Si individua nella parte orientale della costellazione, in direzione di un tratto della Via Lattea piuttosto oscurato da polveri interstellari; attraverso un binocolo appare come un leggero addensamento di stelle di magnitudine 8 e 9, dalla forma più o meno triangolare; con un telescopio da 120mm di apertura sono visibili a ingrandimenti medio-bassi una ventina di stelle sparse fino alla magnitudine 12, disposte attorno alla figura principale. Strumenti con aperture maggiori di solito non permettono una visione ottimale a causa delle grandi dimensioni apparenti dell'ammasso e alla dispersione delle sue componenti.
La declinazione fortemente settentrionale di quest'ammasso favorisce notevolmente gli osservatori dell'emisfero nord, da cui si presenta circumpolare fino alle latitudini medio-basse; dall'emisfero australe d'altra parte resta piuttosto basso e non è osservabile dalle aree lontane dalla zona tropicale. Il periodo migliore per la sua osservazione nel cielo serale è quello compreso fra ottobre e marzo.

## Storia delle osservazioni
Tr 3 venne descritto per la prima volta da Robert Julius Trumpler nel 1930 come un ammasso molto disperso e di struttura e forma irregolare; tuttavia già nel 1927 quest'area di cielo era stata studiata da Edward Emerson Barnard, che aveva ipotizzato l'esistenza di un ammasso aperto in questa direzione.

## Caratteristiche
Tr 3 è un ammasso piuttosto esteso e relativamente povero di stelle; la sua distanza è stimata attorno ai 690 parsec (2250 anni luce) e ricade così sul bordo esterno del Braccio di Orione, in una regione adiacente all'associazione OB nota come Camelopardalis OB1. Entro poche decine di parsec si troverebbero anche i due ammassi NGC 1027 e Tr 2.
La sua età è stimata sui 70 milioni di anni e risulta essere così relativamente giovane; la sua massa totale è pari a 270±40 M⊙, distribuita fra almeno 570 componenti effettive, comprese quelle di piccola massa, che ancora non mostrano segni di progressivo allontanamento dal corpo centrale dell'oggetto. La densità media dell'ammasso è di circa 1,2 stelle per parsec cubo. Nei campi stellari visibili nella sua direzione sono state individuate 24 stelle variabili, quasi tutte però non facenti parte dell'ammasso, ma visibili qui solo per un effetto prospettico; l'unica riconosciuta quale membro dell'ammasso è una variabile γ Doradus.